# تایچی کوبوبون
تایچی کوبوبون (به ژاپنی: 国分 太一 Kokubun Taichi)؛ ( زادهٔ ۲ سپتامبر ۱۹۷۴) یک موسیقی‌دان و هنرپیشه ژاپنی است. وی از سال ۱۹۸۸ میلادی تاکنون مشغول فعالیت بوده‌است.